# 1098 Hakone
1098 Hakone је астероид главног астероидног појаса са пречником од приближно 24,73 .
Афел астероида је на удаљености од 3,006 астрономских јединица (АЈ) од Сунца, а перихел на 2,372 АЈ.
Ексцентрицитет орбите износи 0,117, инклинација (нагиб) орбите у односу на раван еклиптике 13,370 степени, а орбитални период износи 1611,105 дана (4,410 године).
Апсолутна магнитуда астероида је 10,20 а геометријски албедо 0,240.
Астероид је откривен 5. септембра 1928. године.